# Межовка (Восточно-Казахстанская область)
Межо́вка (каз. Межовка) — село в Шемонаихинском районе Восточно-Казахстанской области Казахстана, входит в состав Выдрихинского сельского округа. Код КАТО — 636839200.

## География
Село расположено в западной части Шемонаихинского района, в 10 километрах к западу от административного центра сельского округа села Выдриха, в 8 километрах к юго-востоку от районного центра города Шемонаиха. Ближайшая железнодорожная станция Шемонаиха — расположена в 10 километрах к северо-западу (по дороге — 14,5 км). Соседние населённые пункты: Выдриха в 10 километрах к востоку, Берёзовка в 6 километрах к северо-востоку, Берёзовка в 8 километрах к западу, Рулиха в 9 километрах к югу. Транспортное сообщение осуществляется автомобильной дорогой KF-2 «Шемонаиха — Секисовка» (54 км). Высота центра населённого пункта — 333 метров над уровнем моря. 

## Население
| Численность населения | Численность населения | Численность населения |
| 1989                  | 1999                  | 2009                  |
| --------------------- | --------------------- | --------------------- |
| 380                   | ↘276                  | ↘211                  |

### Известные уроженцы
- Худяков, Пётр Николаевич (род. 1923) — полный кавалер ордена Славы[8].